# Berhnardinpass
Przełęcz San Bernardino (niem. Berhnardinpass lub San-Bernardino-Pass; wł. Passo del San Bernardino) – jedna z przełęczy Alp Lepontyńskich usytuowana w kantonie Gryzonia w Szwajcarii.
Nazwa przełęczy pochodzi od małej miejscowości San Bernardino w gminie Mesocco położonej na wysokości 1600 m n.p.m., na południe od przełęczy. Pod koniec XV wieku została tam zbudowana kaplica poświęcona Świętemu Bernardynowi ze Sieny i od tej pory miejscowość, a potem przełęcz, noszą jego imię. Wcześniej przełęcz znana była jako Mons Avium.
Przełęcz zyskała na ważności na szczeblu europejskim począwszy od XV wieku, kiedy to została zbudowana droga, która pozwoliła na pokonanie dwóch wąskich wąwozów usytuowanych na północy przełęczy, pomiędzy Splügenpass i Thusis. Droga ta nosi nazwę Via Mala.
W początkach XIX wieku poprzez przełęcz została poprowadzona jedna z pierwszych nowożytnych dróg alpejskich, której budowa rozpoczęta przez kanton Gryzonia, możliwa była również dzięki dofinansowaniu przez Królestwo Sardynii. Gryzończycy uzyskiwali znaczne korzyści płynące z administrowania przełęczą, która umożliwiała transport pochodzący z Piemontu i z portu w Genui w kierunku doliny Renu, z pominięciem dróg kontrolowanych przez Austrię.
Droga przebiegająca przez przełęcz ma długość 60 km, a w najbardziej stromym punkcie jej nachylenie wynosi ok. 10%. Jest ona zamknięta na okres zimowy – od listopada do kwietnia.
W San Bernardino znajduje się wlot do tunelu drogowego, który został zbudowany w 1967 roku i łączy przez cały rok dolinę w regionie Moesa na południu z doliną Renu (niem. Hinterrhein) na północy. Stanowi on alternatywę dla drogi biegnącej przez przełęcz.

## Galeria

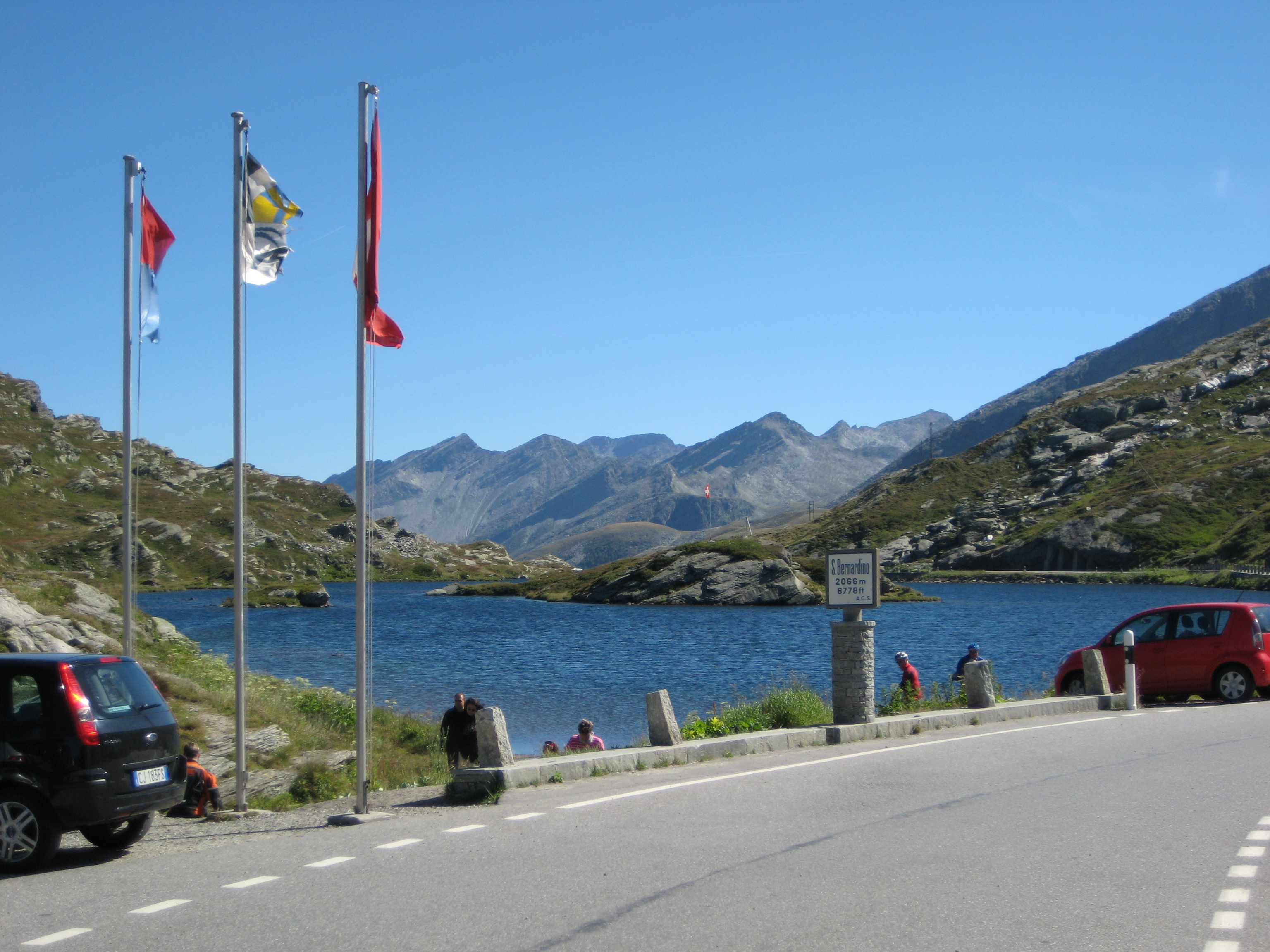
Przełęcz San Bernardino
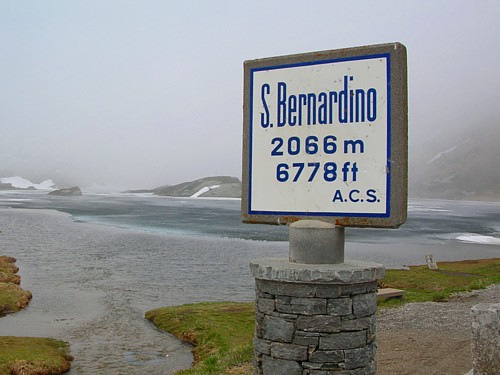
Znak informacyjny
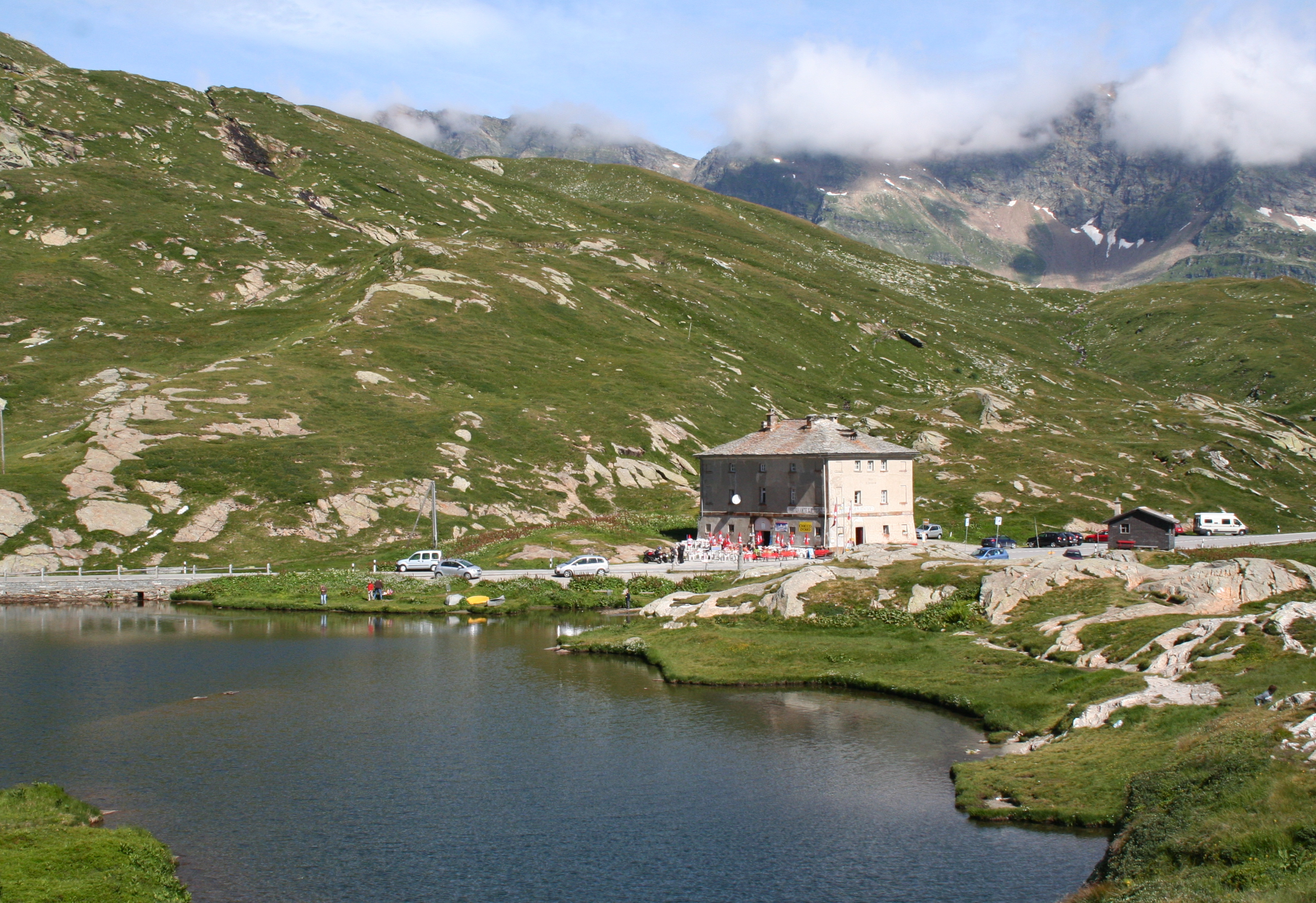
Widok na przełęcz